# Henrik Tetens
Henrik Tetens (21. maj 1759 i Horsens – 30. juni 1816 i Viborg) var en dansk landsdommer.
Han var søn af rektor, magister, senere biskop, dr. theol. Peder Tetens og Anania Wederkinch, blev 1777 student fra Ribe Katedralskole, tog 1781 filosofikum, blev 3. marts 1786 cand. jur. og 20. oktober samme år vicelandsdommer i Nørrejylland (Viborg Landsting). 1789 blev Tetens tillige byfoged i Mariager, herredsfoged i Gjerlev og Onsild Herreder, byskriver i Mariager og herredsskriver i Gjerlev Herred, birkedommer og skriver i Mariager Klosters Birk, 1792 herredsskriver i Onsild Herred samt birkedommer og skriver i Overgaards Birk, 1814 herredsfoged og skriver i Fjends og Nørlyng Herreder.
Under Englandskrigene blev Tetens 12. juni 1801 kaptajn ved Østre jydske Landeværnsregiment og afgik 1. april 1803 med majors karakter.
Tetens blev gift 16. juli 1790 i Helligåndskirken med Susanne Elisabeth Strøm (døbt 9. feb. 1769 i Roskilde – 10. april 1850 i København), datter af stiftsskriver, senere etatsråd Ole Strøm og Ulrikke Eleonora Langhorn.